# Alexander Schowtka
Alexander Schowtka (n. 18 septembrie 1963, Valencia, Venezuela, Carabobo, Venezuela) este un înotător german, medaliat olimpic. A participat la o ediție a Jocurilor Olimpice (1984) în care a câștigat o medalie de argint.

## Participări
Lista de mai jos prezintă principalele competiții la care a participat Alexander Schowtka de-a lungul carierei.
- swimming at the 1984 Summer Olympics – men's 4 × 200 metre freestyle relay[*]